# Kristine Kujath Thorp
Kristine Kujath Thorp (* 23. April 1992 in Oslo) ist eine norwegische Schauspielerin.

## Leben und Karriere
Kristine Kujath Thorp wurde am 23. April 1992 in Oslo geboren. Sie studierte an der Danmarks Designskole Produktionsdesign. Später zog sie nach Dänemark. 2020 war sie in der Fernsehserie Noget om Emma zu sehen. Anschließend bekam sie 2021 in dem Film Ninjababy die Hauptrolle. Zudem gewann Thorp im selben Jahr die Auszeichnung Amandaprisen als Beste Schauspielerin.
Außerdem trat sie in dem Film Betrayed auf. Unter anderem wurde Thorp für den Film Nordsjøen gecastet. Für den Film Nordsjøen wurde sie 2022 für den Amandaprisen in der Kategorie Beste Schauspielerin nominiert.

## Filmografie
Filme
- 2017: Lovers
- 2020: En rapport om festen og gæsterne
- 2020: Betrayed
- 2021: Ninjababy
- 2021: Nordsjøen
- 2022: Sick of Myself (Syk pike)
- 2023: King’s Land (Bastarden)

Serien
- 2017: Mercur
- 2018: Vild Sommer
- 2018: Doggystyle
- 2019: Blank
- 2020: Noget om Emma

## Werke
- 2020: Hjelp småkrypene[5]